# Gränsavtalet mellan Albanien och Italien
Gränsavtalet mellan Albanien och Italien är ett avtal mellan Albanien och Italien som slår fast gränsen till havs mellan de båda länderna.
Avtalet undertecknades den 18 december 1992 i Tirana i Albanien. Avtalet finns i två likvärdiga språkversioner: på albanska och italienska samt som ett tillägg på engelska.
Tvister i vissa situationer kan enligt avtalet avgöras hos Internationella domstolen i Haag.